# Heinrich von Sacken
Heinrich von Sacken († 16. Dezember 1646) war Oberrat und Landhofmeister im Herzogtum Kurland und Semgallen. Er stammte aus dem deutsch-baltischen Adelsgeschlecht von Osten-Sacken.

## Leben
Heinrich von Sacken studierte ab 1620 an der Universität in Rostock. Er war dann im schwedischen Militärdienst und wurde zum Kapitän befördert. Danach begann um 1631 seine landespolitische Laufbahn mit dem Amt des Oberhauptmannes von Goldingen. Von 1631 bis 1646 war er Landhofmeister im Herzogtum Kurland und Semgallen.

## Lobgedicht auf Heinrich von Sacken
Der Königsberger Poetikprofessor Simon Dach (1605–1659) pflegte enge Kontakte zum kurländischen Herzog Jakob Kettler (1610–1682) und hatte im Herzogtum mehrere Freunde, „als 1664 in Jungen Jahren der schwedische Offizier und kurländische Adelige Heinrich von Sacken starb, steuerte auch Dachs ein Epicedium bei, in welchem er die hohe Bildung des Verstorbenen lobte;…“